# Eolepidina
Eolepidina es un género de foraminífero bentónico de la subfamilia Helicolepidininae, de la familia Lepidocyclinidae, de la superfamilia Asterigerinoidea, del suborden Rotaliina y del orden Rotaliida. Su especie tipo es Eulinderina semiradiata. Su rango cronoestratigráfico abarcaba el Eoceno.

## Discusión
Eolepidina fue propuesto como un subgénero de Eulinderina, es decir, Eulinderina (Eolepidina).

## Clasificación
Eolepidina incluía a la siguiente especie:
- Eolepidina semiradiata †